# Gasteracantha biloba
Gasteracantha biloba là một loài nhện trong họ Araneidae.
Loài này thuộc chi Gasteracantha. Gasteracantha biloba được Tord Tamerlan Teodor Thorell miêu tả năm 1878.